# 樫村千秋
樫村 千秋（かしむら ちあき、1944年（昭和19年）1月17日 - 2016年（平成28年）11月8日）は、日本の政治家。元日立市長（3期）。

## 来歴・人物
茨城県日立市出身。1966年（昭和41年）関東学院大学経済学部経営学科卒業。経営学科1期生となる。卒業後は茨城県庁に就職。1993年（平成5年）茨城県総務部知事広報室課長、1996年（平成8年）茨城県総務部地方課長、1998年（平成10年）茨城県総務部知事公室長を歴任。
1999年（平成11年）2月、茨城県庁を退職。同年4月、日立市長選挙に初当選。2003年（平成15年）、2007年（平成19年）の市長選はいずれも無投票当選。2011年（平成23年）4月まで3期に渡り日立市長となる。日立市長としての実績は旧十王町との合併が挙げられる。
2016年（平成28年）11月8日、死去。72歳没。12月1日に日立市名誉市民に選定され、12月13日に市葬が執り行われた。叙従五位、旭日小綬章追贈。